# Gernot Jüllich
Gernot Jüllich (* 31. Januar 1954) ist ein ehemaliger deutscher Fußballspieler. Nach seinem Karriereende war er als Trainer im Amateurfußball tätig.

## Sportlicher Werdegang
Jüllich spielte in der Jugend beim FV 09 Weinheim und dem SV Waldhof Mannheim, ehe er sich dem VfR Bürstadt anschloss. Dort debütierte er im Laufe der Spielzeit 1977/78 in der  2. Bundesliga, insgesamt brachte er im Saisonverlauf auf fünf Zweitligapartien. Nach dem Abstieg des Klubs wechselte er in die Oberliga Baden-Württemberg zum VfR Mannheim. Nach einer Spielzeit wechselte er innerhalb der höchsten Amateurklasse und kehrte er zu seinem Jugendverein FV 09 Weinheim zurück, mit dem er in der Spielzeit 1979/80 an der Seite von Fritz Walter, Hans-Peter Makan und Reinhold Gölz Tabellenvierter wurde. Jüllich zog nach wiederum nur einer Spielzeit zum Ligakonkurrenten SV Sandhausen weiter, bei dem er in der Offensive neben Joachim Heinke und Roland Vogel über weite Strecken der Spielzeit Stammspieler war und den Meistertitel gewann. Da es aufgrund der Einführung der eingleisigen 2. Bundesliga keine Aufsteiger gab, qualifizierte er sich somit für die deutsche Amateurmeisterschaft 1981, in der er mit dem Klub in der ersten Runde am 1. FC Paderborn scheiterte.
Jüllich hatte jedoch höherklassig auf sich aufmerksam gemacht und wurde vom seinerzeitigen Zweitligisten SC Freiburg unter Vertrag genommen. Unter Trainer Lutz Hangartner war er in der  Spielzeit 1981/82 ebenfalls häufig Stammspieler und absolvierte 28 der 38 Saisonspiele. Nach einem Trainerwechsel zu Werner Olk im folgenden Jahr rückte er zeitweise ins zweite Glied, in neun seiner 24 Ligaeinsätze kam er als Einwechselspieler zum Zug. Daraufhin kehrte er 1983 in die Oberliga Baden-Württemberg zurück, wo er erneut für den SV Sandhausen auflief. Nach einem dritten Rang in seiner ersten Spielzeit gewann er mit den Nordbadenern in der Spielzeit 1984/85 unter Trainer Slobodan Jovanić erneut die Meisterschaft. Mit nur einem Sieg in der Aufstiegsrunde verpasste er jedoch mit dem Klub den Aufstieg in den Profifußball.
Nach einer Spielzeit beim FC Erbach in der drittklassigen Oberliga Hessen kehrte Jüllich 1986 erneut in den baden-württembergischen Fußball zurück. Mit der SG Heidelberg-Kirchheim belegte er am Ende der Spielzeit 1986/87 den elften Tabellenrang. In der Folge trat er nicht mehr im höherklassigen Fußball als Spieler in Erscheinung. 
Nach seinem Karriereende war Jüllich unter anderem beim VfR Mannheim, TSV Amicitia Viernheim und dem SV 98 Schwetzingen im nordbadischen Amateurfußball als Trainer tätig.
Jüllichs Kinder sind ebenfalls als Fußballspieler aktiv und spielten in höheren Amateurklassen. Sein Sohn Nicolas Jüllich schaffte es bis in den Profifußball und spielte in der 3. Liga sowie in der Schweizer Challenge League.